# Російська військова присутність у Придністров'ї

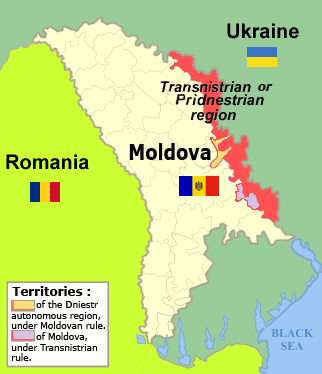
Придністровський регіон Молдови

Наразі Російська Федерація утримує невідому кількість солдатів у Придністров'ї, невизнаній державі, що міжнародною спільнотою визнана частиною Молдови. Ця російська військова присутність бере свій початок з 1992 року, коли радянська 14-та гвардійська армія втрутилася у війну в Придністров'ї на підтримку придністровських сепаратистських сил. Після закінчення війни, яка закінчилася підтримуваною Росією перемогою Придністров'я та фактичною незалежністю регіону, російські війська залишилися в нібито миротворчій місії та реорганізовані в 1995 році в Оперативну групу російських сил (ОГРС), частина якої зараз охороняє склад боєприпасів Кобасна. Сьогодні уряд Молдови вважає присутність цих російських військ нелегітимним і закликає до їх виведення та заміни міжнародними силами. Проте Росія виступила проти цього. 15 березня 2022 року Парламентська асамблея Ради Європи визнала Придністров'я територією Молдови, окупованою Росією.

## Фон

### 14-та гвардійська армія
14-та армія була сформована як підрозділ Радянської Армії 25 листопада 1956 року зі складу 10-го гвардійського Будапештського стрілецького корпусу, що раніше входив до Одеського військового округу зі штабом у Кишиневі. У 1964 році 88-ма мотострілецька дивізія стала 180-ю мотострілецькою дивізією, а 118-та МРД стала 48-ю МРД. У 1980-х роках штаб армії був перенесений до Тирасполя, в межах тодішньої Молдавської РСР. До 1991 року армія складалася з чотирьох мотострілецьких дивізій та інших менших підрозділів. На лівому березі Дністра в районі Придністров'я перебували лише 59-та гвардійська мотострілецька дивізія та деякі менші частини, у тому числі 1162-й зенітно-ракетний полк. Інші формування, у тому числі 28-ма гвардійська та 180-та мотострілецька дивізії, перейшли через кордон України та увійшли до складу Сухопутних військ України. За даними джерел в армії, місцеві придністровці становили переважну більшість її солдатів, у тому числі 51 відсоток офіцерів і 79 відсотків призовників.
| Утворення в 1989 році                                  | Утворення в 1991-2 (Україна)                         |
| ------------------------------------------------------ | ---------------------------------------------------- |
| 28-а гвардійська мотострілецька дивізія (Чорноморське) | 28-а механізована бригада                            |
| 59-а гвардійська мотострілецька дивізія (Тирасполь)    | Те саме — під контролем Росії                        |
| 86-а гвардійська мотострілецька дивізія (Бельці)       | Переведена до місця зберігання, а потім розформована |
| 180-а мотострілецька дивізія (Білгород-Дністровський)  | Переведена в Україну і розформована                  |

У 1990 році до складу 14-ї гвардійської армії входили такі частини.
- 173-тя ракетна бригада (Бендери)[6]
- 189-та гвардійська ракетна бригада (Бельці):[7] 13 Р-145БМ
- 156-та зенітно-ракетна бригада[8] (Унгени)
- 865-й командний пункт протиповітряної оборони
- 4-й артилерійський полк (Унгени): 36 гаубиць Д-30, 24 2А36 «Гіацинт», 26 БМ-27 Ураган, 3 ПРП-3, 3 протитанкових гармат 1, 2 1В19, 5 Р-145БМ-7 , 54 для ТБМ -12)
  - 803-й реактивний артилерійський полк (розформований, у складі 4-ї артилерійської полку)
  - 2335-й розвідувальний артилерійський полк (розформований, у складі 4-ї артилерійської обл.)
- 714-й окремий розвідувальний артилерійський батальйон (Унгени)
- 36-а окрема вертолітна ескадрилья (Тиросполь): 8 Мі-8, 1 Мі-6, 2 Мі-24К, 2 Мі-24Р
- 321-а окрема ескадрилья безпілотних розвідувальних систем (Тирасполь)
- 905-й десантно-штурмовий батальйон (Тирасполь)
- 194-й понтонний мостовий полк, 115-й окремий інженерно-саперний батальйон (Паркані): 4 IRM
- 15-й окремий полк зв'язку (Тирасполь): 9 Р-145БМ, 1 БТР-60, 1 Р -137Б, 1 Р-240БТ
- 108-й окремий радіотехнічний полк (Бендери)
- 130-й батальйон хімічної оборони, 785-й розвідувальний батальйон NBC (Бендери)
- 58-й радіотехнічний батальйон, 976-й і 2242-й батальйони радіоелектронної боротьби (Бендери)
- 5381-а база зберігання спорядження (Флорешти): 63 МТ-ЛБ, 25 Р-145БМ, 2 РХМ Кашалот, 3 УР-67, а також 27 9М113 Конкурс, 32 С-60 (колишня 86-а гвардійська дивізія) Моторна стрілецька[9]

### Конфлікт у Придністров'ї
Напруга між Придністров'ям та центральним урядом Молдови виник на останніх етапах існування Радянського Союзу (СРСР), під час його розпаду. Цей конфлікт зрештою переріс у Придністровський конфлікт, найактивнішу стадію цього протистояння.

## Придністровська війна
Хоча офіційна політика Російської Федерації на початку широкого збройного конфлікту в 1992 році була політикою нейтралітету, багато солдатів і офіцерів 14-тої армії прихильно ставилися до проголошення Придністровської Молдавської Республіки, перейшли до ПМР і брали активну участь у бойових діях. у складі своїх збройних сил Республіканської гвардії. Крім того, значну кількість військової техніки було вилучено без опору або передано Збройним силам ПМР.
Командувач армії генерал Г. І. Яковлєв відкрито підтримував новостворену ПМР. Брав участь у створенні ПМР, був обраний до Верховної Ради ПМР і 3 грудня 1991 року зайняв посаду першого голови Управління оборони ПМР, через що Головнокомандувач Збройними Силами СНД Євген Шапошников, позбавив його звання та звільнив із військової служби в російській армії. Наступник Яковлєва генерал Юрій Неткачов зайняв більш нейтральну позицію у конфлікті. Однак його спроби посередництва між Кишиневом (столиця Молдови) і Тирасполем (столиця ПМР) були значною мірою невдалими.
23 березня 1992 року Шапошников підписав указ про передачу Республіці Молдова військової техніки підрозділів 14-тої гвардійської армії, дислокованих на правому березі Дністра. Ця військова техніка становила більшу частину техніки, використаної Молдавською національною армією під час наступної війни за Придністров'я. Другим указом, виданим 1 квітня Борисом Єльциним, особовий склад 14-тої гвардійської армії, а також уся лівобережна військова техніка, включаючи великий склад боєприпасів у Кобасні, передано під контроль Росії.
У червні 1992 року ситуація переросла до відкритого бойового бою. У зв'язку з майже програшем російської армії під час найтяжчих боїв у місті Бендери та навколо нього, внаслідок скоординованого наступу молдовських військ, генерал-майор Олександр Лебедь прибув до штабу 14-ї армії 23 червня з наказом зупинити постійний конфлікт будь-якими доступними засобами, перевіряти армію, не допускати крадіжок озброєння зі своїх складів та забезпечувати безперешкодну евакуацію озброєння та особового складу армії з Молдови та через територію України. Коротко оцінивши ситуацію, він прийняв командування армією, звільнивши Неткачова, і наказав своїм військам вступити в конфлікт безпосередньо. 3 липня о 03:00 масований артилерійський удар із з'єднань 14-ї армії, дислокованих на лівому березі Дністра, знищив молдавські сили, зосереджені в лісі неподалік села Гирбовец, поблизу Бендер, фактично завершивши військову фазу конфлікту. За словами принаймні одного молдовського джерела, в результаті обстрілу загинули 112 молдавських солдатів.

## Наслідки

### Закінчення війни і Оперативна група російських військ
Після завершення конфлікту до регіону було переміщено окремий російський підрозділ у складі спільних російсько-молдовсько-придністровських миротворчих сил — Спільної контрольної комісії. Сама 14-та гвардійська армія була переформована в квітні 1995 року в Оперативну групу російських військ (ОГРФ), яка перебувала під командуванням Московського військового округу і відповідала за охорону складу боєприпасів «Кобасна». Інше нове джерело вказує дату розформування 14-ї гвардійської армії 25 червня 1995 р. 59-та гвардійська мотострілецька дивізія 1 червня 1997 року стала 8-ю гвардійською мотострілецькою бригадою. Зараз у складі близько 1200 військовослужбовців, за даними « Коммерсант-Власть» у 2005 році, вони складалися з 8-мої гвардійської мотострілецької бригади, 1162-го зенітно-ракетного полку, 15-го полку зв'язку та інших підрозділів підтримки.
1 листопада 2002 року 8-ма бригада була розформована, а решта особового складу, чисельністю 5719 осіб, були поглинені командуванням миротворчих сил.
В результаті скорочення чисельності Оперативної групи (командуючий генерал-майор Борис Сергєєв) чисельність, що залишилася, станом на 2006 рік становить близько 1000—1500 військовослужбовців і складається з:
- 82-го та 113-го окремих миротворчих мотострілецьких батальйонів;
- Самостійний батальйон охорони та підтримки;
- Гелікоптерний загін;
- Кілька невеликих адміністративних загонів.

Оперативна група під командуванням російського полковника Дмитра Зеленкова станом на червень 2019 року налічувала 1500 військових. Він працює разом зі Спільною контрольною комісією.

### Поточна ситуація та запропонований вихід
18 листопада 2008 року Парламентська асамблея НАТО прийняла резолюцію, в якій закликала Росію «поважати свої зобов'язання, взяті на Стамбульському саміті ОБСЄ в 1999 році, і вивести свою незаконну військову присутність з Придністровського регіону Молдови найближчим часом».
7 квітня 2016 року Росія оголосила, що виведе свої війська з Молдови, як тільки буде вирішена проблема ліквідації складів озброєння 14-тої армії. Ускладненням виведення є необхідність транзиту озброєння через Україну, яка мала ворожі стосунки після анексії Криму Росією та російського вторгнення на Схід України у 2014 році. 
27 червня 2016 року в Придністров'ї набув чинності новий закон, який карає за дії чи публічні заяви, у тому числі через використання ЗМІ, інформаційно-телекомунікаційних чи інтернет-мереж з критикою так званої миротворчої місії російської армії в Придністров'ї, або представлення тлумачень військової місії російської армії, які уряд Придністров'я вважає «помилковими». Покарання — до трьох років позбавлення волі для простих людей або до семи років позбавлення волі, якщо злочин вчинено особою або групою осіб за попередньою змовою. 
22 червня 2018 року Генеральна Асамблея ООН прийняла резолюцію (документ A/72/L.58), яка закликала Російську Федерацію беззастережно вивести свої війська та озброєння без затримок з території Республіки Молдова.
До сьогодні Молдова продовжує просити вивести російські війська з Придністров'я, зробивши заяву, зокрема, і в 2021 році. Крім того, на початку 2022 році, на тлі поглиблення російсько-української кризи, з'явилися звинувачення української розвідки про те, що Росія намагається готувати «провокації» проти російських солдатів у Придністров'ї, щоб створити привід для російського вторгнення в Україну.